# Merluccius

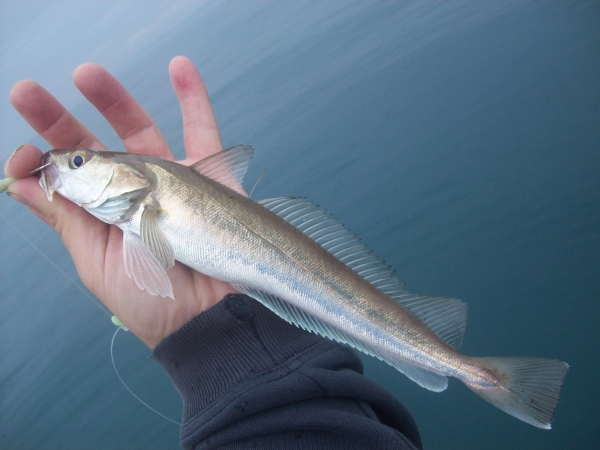
Lluç europeu (Merluccius merluccius) capturat a les costes de l'Estat espanyol.

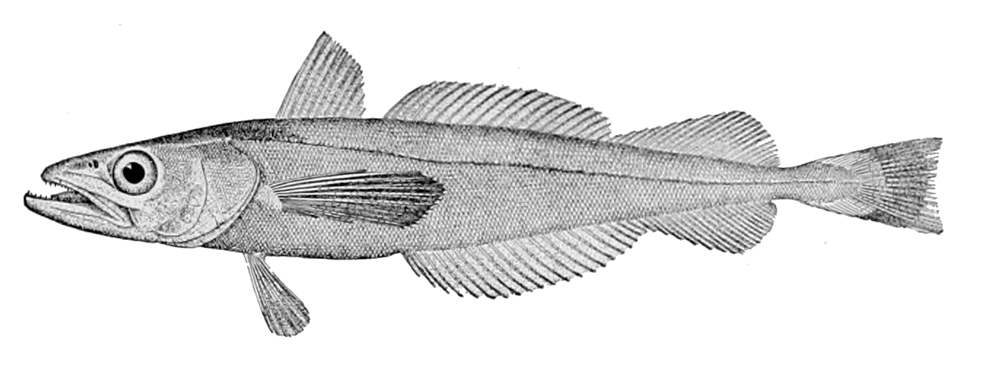
Merluccius productus (il·lustració del 1906)

Merluccius és un gènere de peixos pertanyent a la família dels merlúccids.

## Descripció
- Cos allargat i comprimit.
- Cap gros i aplanat amb una cresta en forma de "V" al dors.
- Ulls i boca grossos.
- Mandíbula inferior lleugerament projectant.
- Les dents són llargues, fortes i punxegudes.
- Aletes sense espines.
- Dues aletes dorsals separades: la primera és més curta i més alta, mentre que la segona té una base llarga i està parcialment dividida per una escotadura.
- Aletes pèlviques ben desenvolupades, no filamentoses i situades davant de les aletes pectorals.
- Aleta caudal curta i lleugerament forcada.
- Escates petites.[2]

## Distribució geogràfica
Es troba a les aigües tropicals i temperades càlides de l'Atlàntic, el Pacífic oriental, l'Índic sud-occidental i el Pacífic sud-occidental.

## Taxonomia
- Lluç argentat d'altura (Merluccius albidus) (Mitchill, 1818)[3]
- Merluccius angustimanus (Garman, 1899)[4]
- Lluç austral (Merluccius australis) (Hutton, 1872)[5]
- Lluç platejat (Merluccius bilinearis) (Mitchill, 1814)[6]
- Merluccius capensis (Davies, 1950)[7]
- Merluccius gayi (Guichenot, 1848)[8]
  - Lluç xilè (Merluccius gayi gayi) (Guichenot, 1848)[9]
  - Merluccius gayi peruanus (Ginsburg, 1954)[10]
- Merluccius hernandezi (Mathews, 1985)[11]
- Lluç argentí (Merluccius hubbsi) (Marini, 1933)[12][13][14]
- Lluç europeu (Merluccius merluccius) (Linnaeus, 1758)[15]
- Merluccius paradoxus (Franca, 1960)[16]
- Merluccius patagonicus (Lloris & Matallanas, 2003)[17]
- Merluccius polli (Cadenat, 1950)[18]
- Merluccius productus (Ayres, 1855)[19]
- Merluccius senegalensis (Cadenat, 1950)[20]
- Merluccius tasmanicus (Matallanas & Lloris, 2006)[21][22][23][24][25][26]